# Абель Агілар
Абель Агілар (ісп. Abel Aguilar, нар. 6 січня 1985, Богота) — колумбійський футболіст, півзахисник клубу «Депортіво Калі» та національної збірної Колумбії.

## Клубна кар'єра
Агілар вихованець футбольної академії «Депортіво Калі». В основному складі дебютував 2002 року. 2005 року в складі «Депортіво» Абель став виграв чемпіонат Колумбії. Всього за команду він провів 102 матчі та забив 3 м'ячі.
У тому ж році він перейшов в італійська «Удінезе» і був одразу ж відданий в оренду в клуб Серії B «Асколі» через надлишок в заявці іноземних футболістів. Перехід затягнувся через проблеми з документами, тому Абель пропустив передсезонну підготовку та приєднався до нової команди всього на місяць. Дебютувати за «Асколі» він так і не встиг, повернувшись в розташування «Удінезе». 5 лютого 2006 року в матчі проти «Ювентуса» Агілар дебютував в Серії А, замінивши в другому таймі Антоніо Ді Натале.

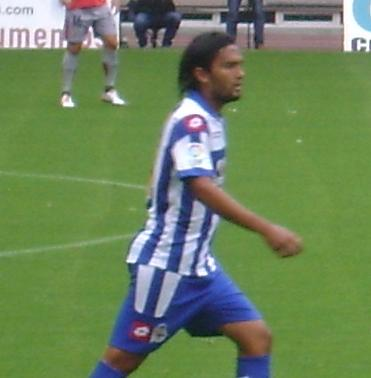
Абель Агілар під час виступів за «Депортіво»

Через високу конкуренцію, він не зміг закріпитися в команді та почав виступати по орендах. Так з початку 2007 року і до кінця сезону 2007/08 Агілар провів у в клубі іспанської Сегунди «Хересі». А у наступному сезоні грав за інший клуб Сегунди — «Еркулес». 31 серпня 2008 року в матчі проти «Кордоби» він дебютував за нову команду. 14 грудня в поєдинку проти «Тенерифе» Абель забив свій перший м'яч за нову команду. За команду з Аліканте він провів 35 матчів та забив 9 м'ячів.
Наступним клубом, що орендував півзахисника, стала «Сарагоса» з Ла Ліги. 30 серпня в матчі проти «Тенерифе» він дебютував в найвищому іспанському дивізіоні. 25 вересня в поєдинку проти хіхонського «Спортинга» Абель забив свій перший м'яч за нову команду.
Влітку 2010 року у Абеля завершився контракт з «Удінезе» і Агілар на правах вільного агента підписав повноцінний контракт з «Еркулесом», який якраз тільки вийшов до Ла Ліги. Проте зберегти прописку в еліті клуб не зумів і сезон 2011/12 Агілар знову змушений був провести в Сегунді, який команда з Аліканте завершила на четвертому місці і потрапила в плей-оф, проте виграти його не змогла і залишилась в Сегунді.
Проте Агілар не продовжив виступи в нижчому дивізіоні, бо футболістом зацікавився переможець Сегунди «Депортиво Ла-Корунья», яке саме посилювало склад для участі в Ла Лізі. 20 серпня в матчі проти «Осасуни» Абель дебютував за нову команду. 27 серпня в поєдинку проти «Валенсії» Абель забив два голи і допоміг своїй команді добитися нічиєї. Проте колумбійський легіонер не зміг допомогти клубу зберегти прописку в еліті і «Депортіво», посівши передостаннє 19 місце, змушене було знову опуститись в Сегунду.
Але Абель знову залишився виступати у елітному дивізіоні, підписавши влітку 2013 року контракт з французькою «Тулузою». Наразі встиг відіграти за команду з Тулузи 3 матчі в національному чемпіонаті.

## Виступи за збірні
Протягом 2003–2005 років залучався до складу молодіжної збірної Колумбії. Всього на молодіжному рівні зіграв у 11 офіційних матчах, забив 1 гол. На початку 2003 року брав участь у чемпіонаті Південної Америки серед молодіжних команд, на якому зайняв з командою четверте місце, що дозволило збірній в кінці того ж року потрапити на молодіжний Чемпіонат світу в ОАЕ. 2 грудня в матчі групового етапу проти молодіжної команди Японії він забив гол. В підсумку у складі молодіжної команди Агілар завоював бронзові медалі турніру.
2004 року Агілар був включений в заявку національної збірної Колумбії на участь у Кубку Америки в Перу. На турнірі Абель забив два голи. У матчі групового етапу проти господарів першості збірної Перу і 1/4 фіналу проти Коста-Рики, а його збірна на турнірі посіла 4 місце.
2005 року Агілар як капітан молодіжної збірної виграв домашній чемпіонат Південної Америки серед молодіжних команд, що дало змогу взяти участь у молодіжному чемпіонаті світу в Нідерландах. У тому ж році в складі основної збірної він поїхав на Золотий Кубок КОНКАКАФ у США. На турнірі він забив два голи. У матчі групового етапу проти збірної Тринідаду та Тобаго та допоміг своїй команді в 1/4 фіналу пройти збірну Мексики. В підсумку збірна дійшла до півфіналу, отримавши бронзові нагороди.
2011 року Агілар вдруге взяв участь у Кубку Америки, де зіграв в усіх чотирьох матчах збірної на турнірі.
Хосе Пекерман обрав Агілара для участі у чемпіонаті світу з футболу 2014 року. Свою першу гру на мундіалі провів 14 червня проти збірної Греції. Той матч став його 50-ю грою за збірну.
Агілар також був обраний на чемпіонат світу 2018 року в Росії.

## Титули і досягнення
- Чемпіон Південної Америки (U-20): 2005